# Avenue Gordon-Bennett
L'avenue Gordon-Bennett  est une voie située dans le quartier d'Auteuil du 16e arrondissement de Paris.

## Situation et accès
L'avenue Gordon-Bennett est desservie par la ligne 10 à la station Porte d'Auteuil.
Orientée du nord au sud, elle commence au bois de Boulogne et se termine dans l'axe de l'avenue Robert-Schuman à Boulogne-Billancourt.

## Origine du nom

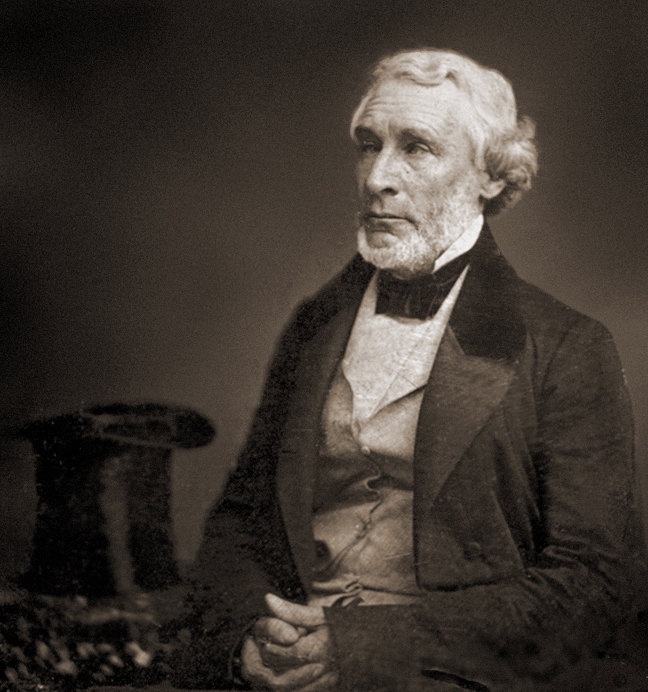
James Gordon Bennett.

Elle tient son nom de James Gordon Bennett (1795-1872), journaliste américain, qui fut pionnier du journalisme moderne.

## Historique
Ancienne voie de la commune de Boulogne-Billancourt, cette portion est intégrée au territoire de la ville de Paris par décret le 3 avril 1925.

## Bâtiments remarquables et lieux de mémoire
- L'avenue assure la séparation entre le jardin des serres d'Auteuil à l'est et le stade Roland-Garros à l'ouest.